# Canada-Poland War II Museum

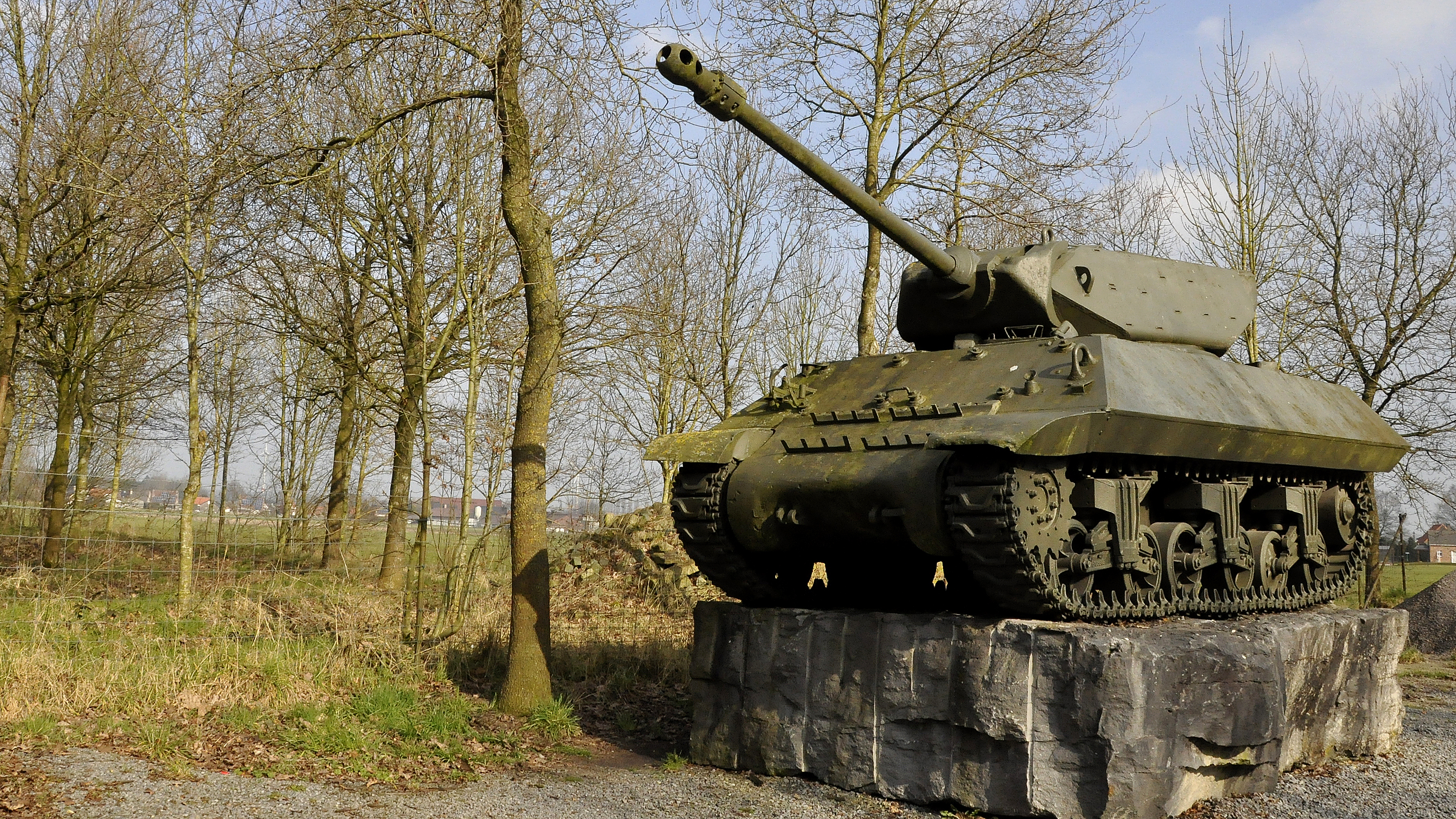
De M10 Wolverine bij de ingang van het museum

Het Canada War Museum is een oorlogsmuseum in het Belgische dorp Adegem. Het museum heeft vooral aandacht voor de Canadese en Poolse soldaten die meehielpen het Meetjesland te bevrijden tijdens de Tweede Wereldoorlog. Het museum werd officieel geopend in 1995. Voor de ingang van het museum staat een M10 Wolverine op een sokkel.

## Ontstaan
Het museum werd opgericht door Gilbert Van Landschoot om de laatste wens van zijn vader, Maurits Van Landschoot, in te willigen. Tijdens de Tweede Wereldoorlog had Maurits heel wat mensen geholpen met onderduiken. Toen de Gestapo dit ontdekte in 1944, was het leven van Maurits in groot gevaar, maar gelukkig waren Canadese soldaten net op tijd om het leven van Maurits te redden. Op zijn sterfbed vroeg hij zijn zoon Gilbert om "iets" terug te doen voor de Canadezen. In 1994, tijdens de vijftigste bevrijdingsverjaardag, besloot Gilbert om een Canadees oorlogsmuseum op te richten. In 1995 werd het museum officieel geopend.

## Museum
De collectie van het museum bevat onder meer realistische diorama's van het slagveld. Zo kan men zien hoe een Duitse post op het Adegemse vliegveld eruitzag of hoe de Duitse Kommandantur er in Maldegem uitzag. Er zijn poppen aangekleed met authentieke Duitse en Geallieerde uniformen. Het pronkstuk van het museum is de nabootsing van het slagveld aan het Leopoldkanaal in 1944.

### Begin van Wereldoorlog II
De tentoonstelling van het museum vangt aan bij de mobilisatie in 1940 met nadruk op de slag bij het Schipdonkkanaal in het Meetjesland van 26 tot 28 mei 1940.

### De bevrijding van het Meetjesland
Een tweede luik van het Canadamuseum omvat de bevrijding in 1944. De Canadese soldaten zijn van groot belang geweest bij het bruikbaar maken van de enorme haven van Antwerpen in 1944. De haven was niet verwoest door de Duitsers dankzij het Belgische verzet, maar de haven kon niet gebruikt worden zolang Duitse soldaten de oevers van de Schelde nog bezetten. De opening van de Westerschelde kon alleen na zware, moeilijke en bloedige slagen om de Zak van Breskens, Woensdrecht, Zuid-Beveland en Walcheren voltooid worden. Die operatie werd uitgevoerd door het 1e leger, waarvan de Canadezen deel uitmaakten.
De operatie begon in het Meetjesland. Eerst moesten de Canadezen de twee kanalen van het Meetjesland oversteken, het Leopoldkanaal en het Schipdonkkanaal. Beide kanalen lagen vlak naast elkaar en het oversteken was bijzonder gevaarlijk. De naam van deze operatie die als doel had om de kanalen over te steken en vervolgens de "Zak van Breskens" te veroveren, was Operation Switchback.
Nauwelijks één kilometer van het Canadamuseum ligt de militaire begraafplaats Adegem Canadian War Cemetery. De begraafplaats wordt onderhouden door de Commonwealth War Graves Commission; de meeste graven zijn er Canadees.

## Galerij

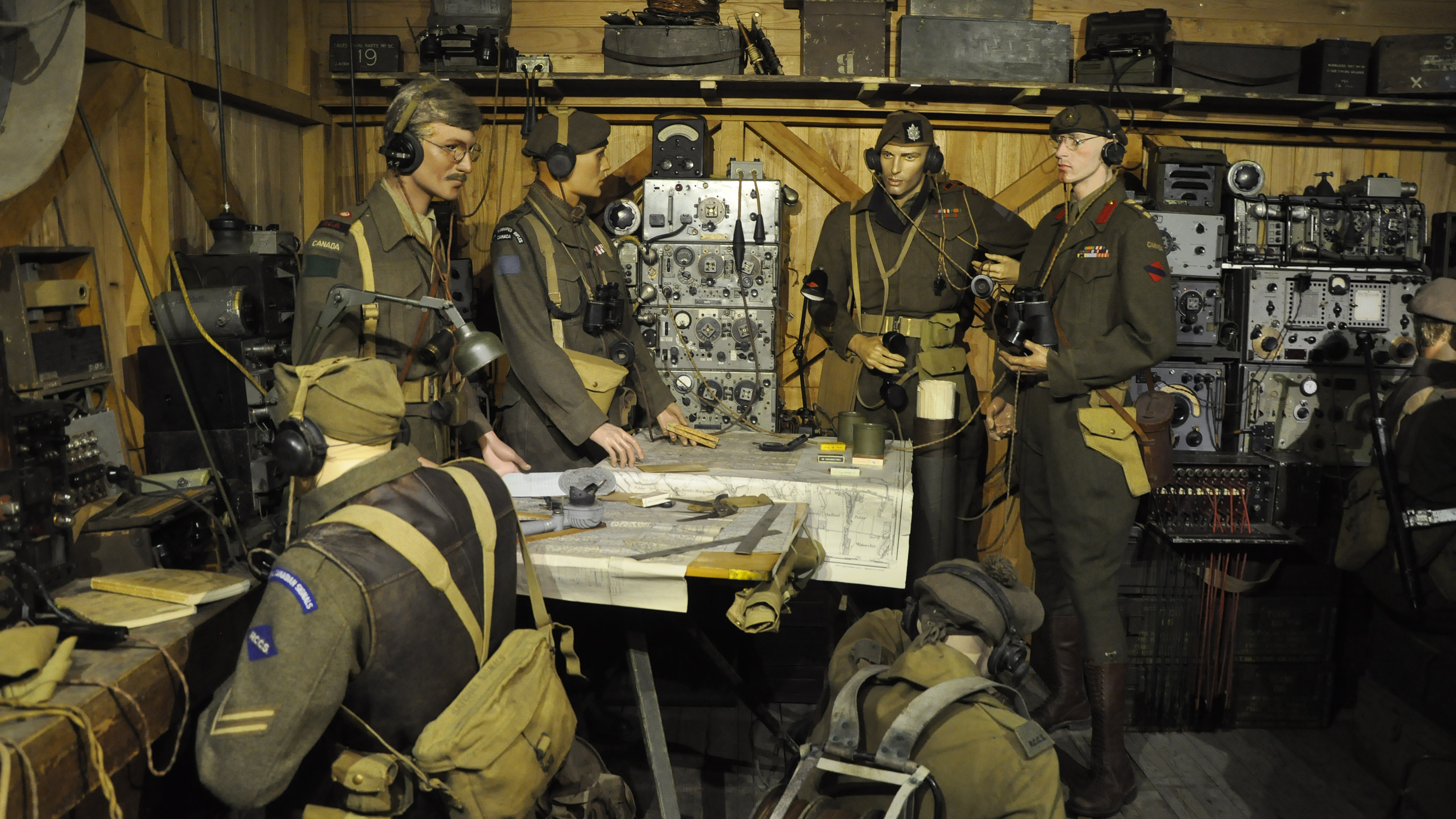
Canadese transmissietroepen
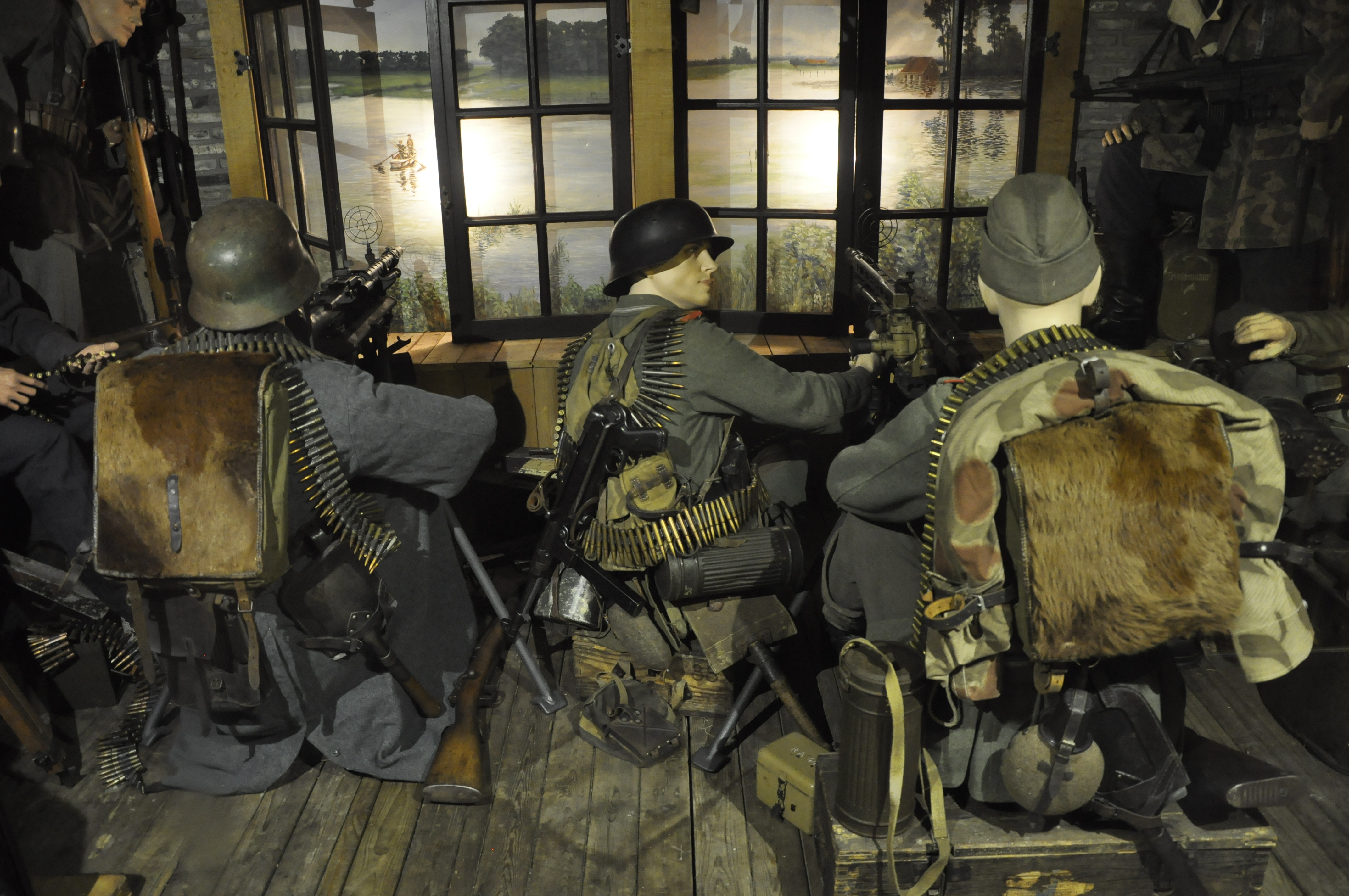
Duitse troepen aan een waterloop
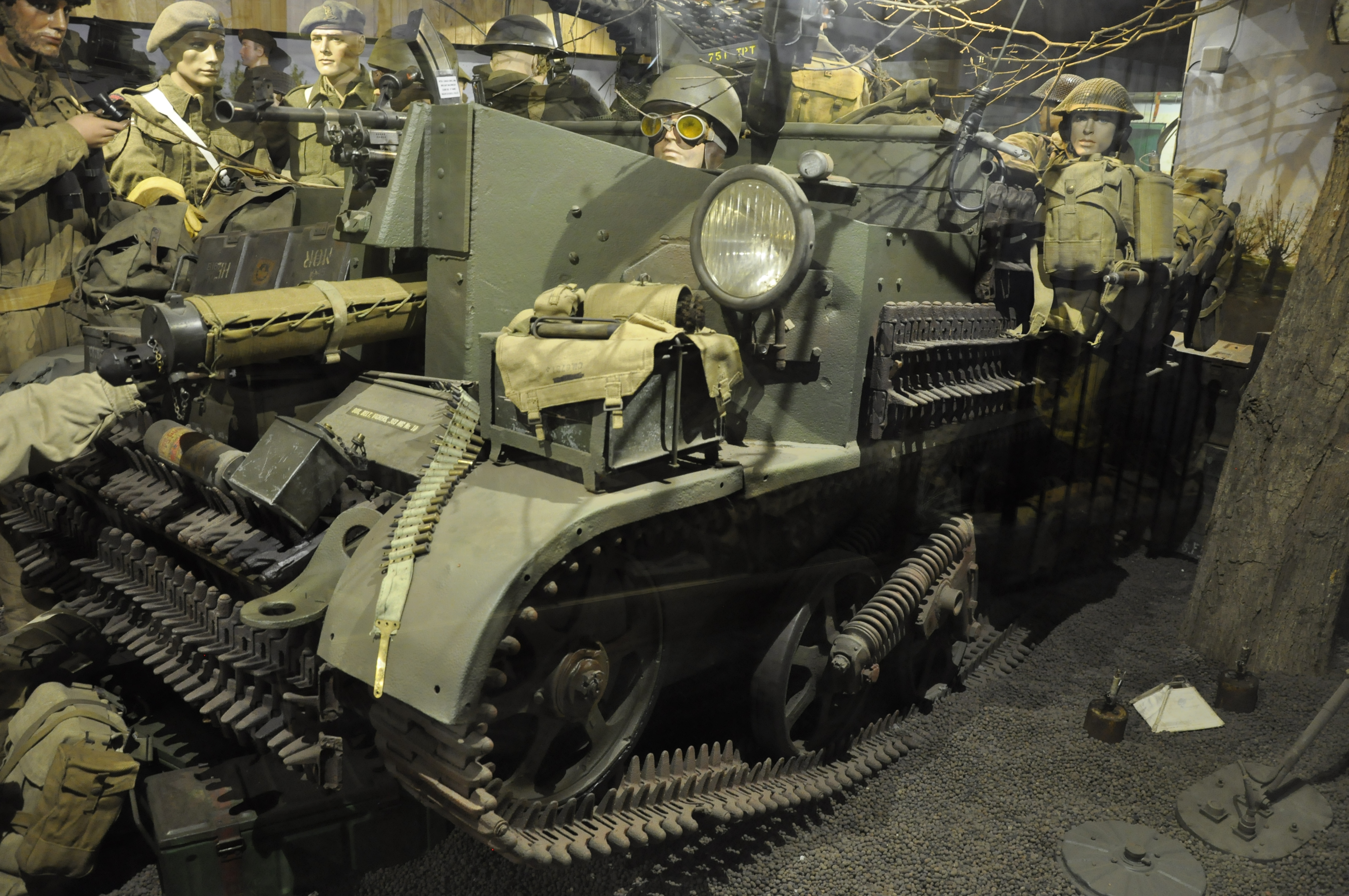
Een Universal Carrier